# John Bright (costumier)
Pour les articles homonymes, voir John Bright et Bright.
John Bright est un costumier britannique né le 7 mars 1940.

## Biographie
Il est le fondateur d'une entreprise de location de costumes (Cosprop).

## Théâtre (sélection)
- 2013 : The House Taken Over au Festival international d'art lyrique d'Aix-en-Provence
- 2011 : Clemency au Royal Opera House de Londres
- 2001 : Fidelio au Festival de Glyndebourne

## Filmographie (sélection)
- 1984 : Les Bostoniennes (The Bostonians) de James Ivory
- 1985 : Chambre avec vue (A Room with a View) de James Ivory
- 1987 : Maurice de James Ivory
- 1988 : Les Imposteurs (The Deceivers) de Nicholas Meyer
- 1990 : Aux sources du Nil (Mountains of the Moon) de Bob Rafelson
- 1991 : Croc-Blanc (White Fang) de Randal Kleiser
- 1992 : Retour à Howards End (Howards End) de James Ivory
- 1993 : Les Vestiges du jour (The Remains of the Day) de James Ivory
- 1995 : Raison et Sentiments (Sense and Sensibility) d'Ang Lee
- 1995 : Jefferson à Paris (Jefferson in Paris) de James Ivory
- 1996 : La Nuit des rois (Twelfth Night: Or What You Will) de Trevor Nunn
- 1999 : Onegin de Martha Fiennes
- 2000 : La Coupe d'or (The Golden Bowl) de James Ivory
- 2005 : La Comtesse blanche (The White Countess) de James Ivory

## Distinctions

### Récompenses
- Oscars 1987 : Oscar de la meilleure création de costumes pour Chambre avec vue
- BAFTA 1987 : British Academy Film Award des meilleurs costumes pour Chambre avec vue

### Nominations
- Oscar de la meilleure création de costumes
  - en 1985 pour Les Bostoniennes
  - en 1988 pour Maurice
  - en 1993 pour Retour à Howards End
  - en 1994 pour Les Vestiges du jour
  - en 1996 pour Raison et Sentiments
- British Academy Film Award des meilleurs costumes
  - en 1985 pour Les Bostoniennes
  - en 1993 pour Retour à Howards End
  - en 1996 pour Raison et Sentiments